# Pulgada de columna de agua
La Pulgada de columna de agua (inAq, o inH2O según la nomenclatura estadounidense) es una unidad de presión que no es parte del SI. Las unidades se usan convencionalmente para medir ciertos diferenciales de presión, como pequeñas diferencias de presión a través de un orificio, o en una tubería o eje.
Se define como la presión ejercida por una columna de agua de 1 pulgada de altura en condiciones definidas. A una temperatura de 4 °C  el agua pura tiene su mayor densidad (1000kg/m³ ). A esa temperatura y suponiendo la aceleración estándar de la gravedad, 1inAq es aproximadamente 249.082 pascales.
Condiciones estándar alternativas en uso poco común son 20 °C, y depende de los estándares de la industria más que de los estándares internacionales. 
En América del Norte, el aire y otros gases industriales a menudo se miden en pulgadas de agua a baja presión. Esto está en contraste con pulgadas de mercurio o libras por pulgada cuadrada (psi, lbf /in2) para presiones más grandes. Un uso es la medición del aire ("viento") que suministra un órgano de tubos y se denomina simplemente pulgadas. También se usa en la distribución de gas natural para medir la presión de utilización (UP, es decir, el punto de uso residencial), que generalmente está entre 6 y 7 pulgadas WC (6~7″ WC) o aproximadamente 0.25 lbf /in2. 
1 inAq ≈ 0.036 lbf/in 2, o 27.7 inAq ≈ 1 lbf/in2.
| 1 inH2O                                      | = 248.84 pascales (agua@15,5 °C)[3]          |
|                                              | = 2.4884 mbar o hectopascales (agua@15,5 °C) |
| = 2.54 cmH2O (cualquier temperatura)         |                                              |
| ≈ 0.0024558598569 atm                        |                                              |
| ≈ 1.86645349124 torr o mmHg (agua@0-17.7 °C) |                                              |
| ≈ 0.0734824209149 inHg (mercurio@15,5 °C)    |                                              |
| ≈ 0.0360911906567 lbf/in2 (agua@15,5 °C)     |                                              |